# 大坑圓環
24°10′45″N 120°44′24″E / 24.179035°N 120.739963°E
大坑圓環，台灣大坑的一種環狀交通設施，位於臺中市北屯區東山路與橫坑巷交叉路口，也就是在臺中市警察局東山派出所正前方的位置。在圓環上有棵楓香樹，為大坑地區的地標，當初基於交通安全與保護楓香樹的考量之下，故於1958年建造大坑圓環，位置就佇立於台中市區進入大坑風景區的要道上，可通往頭嵙山步道、東山樂園、中台科大以及新社。

## 歷史

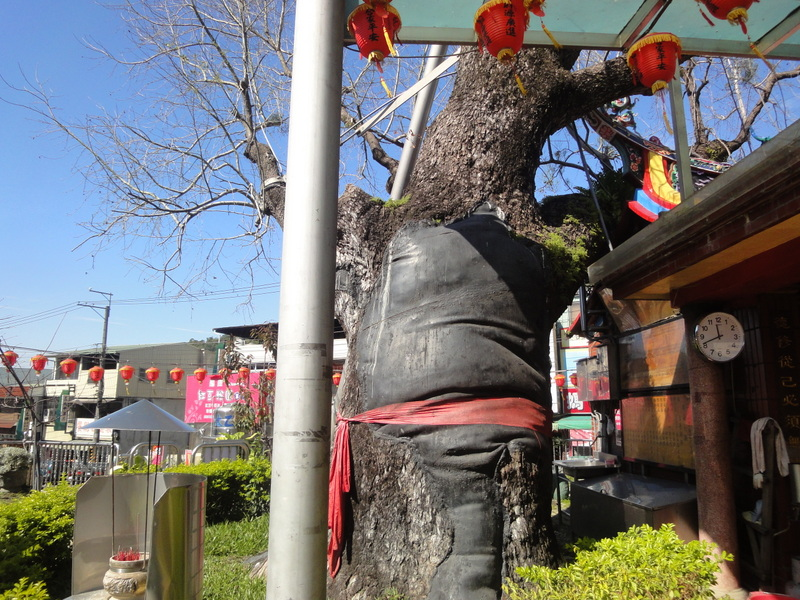
2013年初拍攝時，可見大坑圓環上的楓香樹，在外觀上已有黑色填充物護住傷口，並有架設支撐物，以防倒塌。

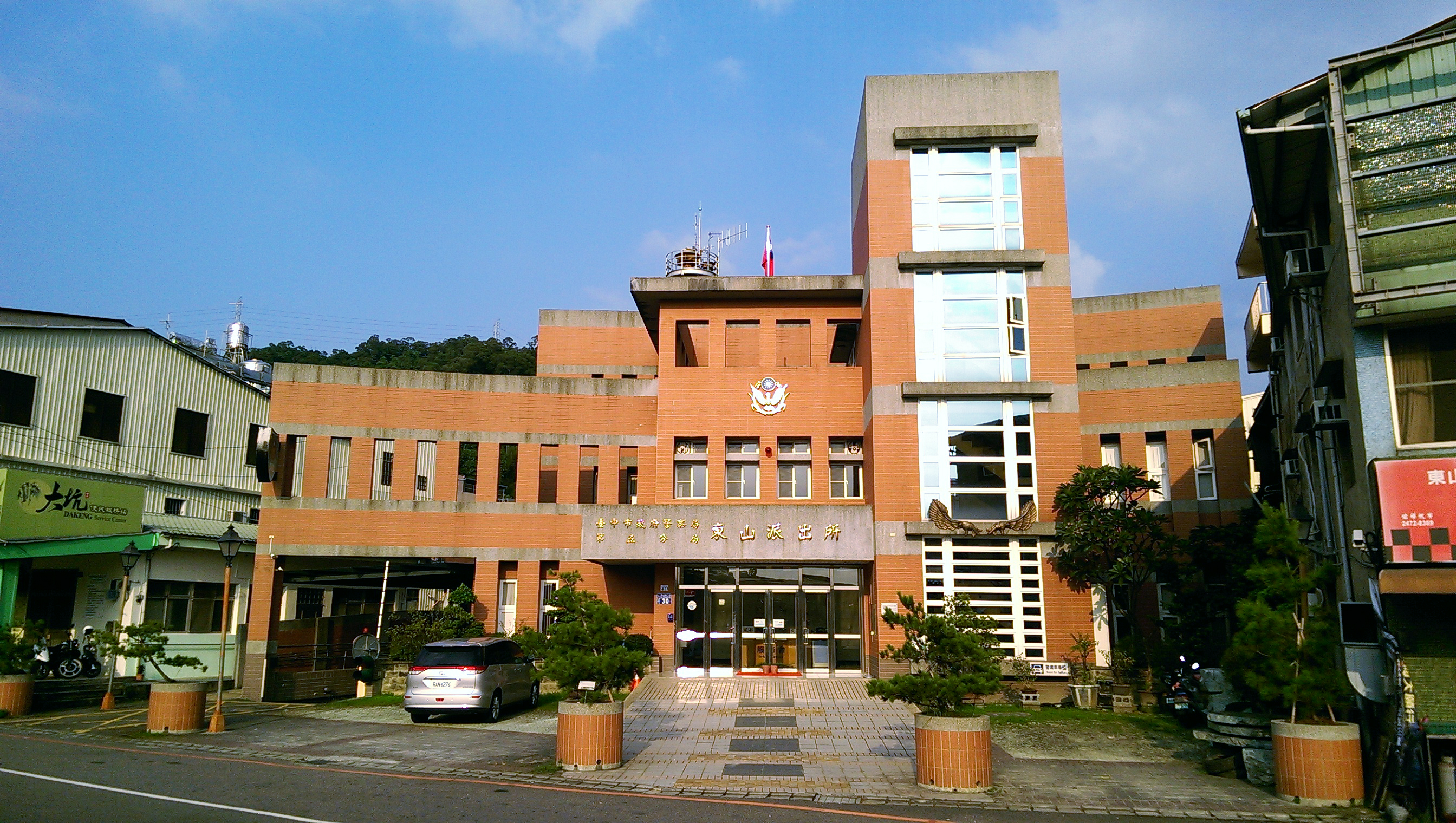
位於大坑圓環旁的東山派出所。

1958年，大坑一棵楓香樹因生長迅速，影響了來往的交通，因此台中市政府先做修剪，成了一幅圓冠狀的樹蔭，然後再建造一座高兩公尺、直徑二十公尺的圓環來圍住，使樹的外圍的樹枝橫條不致露出圓環外而有了保護，也使得交通更安全。1971年，台中市政府計畫將道路拓寬二十米，有意將圓環拆除剩二分之一，但經過大坑居民的陳情抗爭後，才將道路變更成十二米寬，圓環因而得以被保留下來。
據大坑居民說，二十多年前的楓香樹曾被雀榕寄生，當居民們發現楓香樹逐漸在凋萎當中，才請來工人將雀榕與其它寄生植物一併剷除，並將根部周圍的地磚給翻除，經過三年時間的維護下，這棵楓香樹才恢復生機。
2007年，一場豪雨使楓香樹的樹幹裂出三分之二大小的傷口。2009年8月展開治療工作，用木炭、發泡劑填充傷口，樹醫生從楓香的傷口中取出菌菇，並發現褐根病、腐朽病不僅侵蝕樹幹，也持續蔓延到其它未感染的根系，有隨時傾倒的可能。9月，治療工作已完成，楓香樹的外觀已有黑色填充物護住傷口，並且有架設支撐物與設置水平儀，以防倒塌的楓香危及安全。
2013年老楓香搶救無效逐漸失去生機，2014年3月3日臺中市政府考量通行人車安全而移除老楓香，並由味丹文教基金會協助搬遷楓香至大坑橫坑巷保存，期待起死回生；圓環上的大坑福德祠委員會決議未來將改栽種茄苳樹。2014年7月27日，大坑宁園巷山區地主捐贈百歲茄苳樹移植至大坑圓環上。

## 現況
圓環上的地面則是鋪滿磚頭，並一間福德祠祭拜土地公，圓環外圍的結構則以不鏽鋼製的欄杆架著，底下則是白色的卵石牆築起的高台。此外，以圓環為中心而發展出來的商圈，有著芋圓、土雞城及其它農產品。

## 交通
臺中市公車
1、15、16、20、21、31、66、68、85、270、271、276、277
- 通往中臺科技大學、部子、太原火車站、東光路、屯區藝文中心、國軍臺中總醫院方向：1、15、20、68、85
- 通往天星大飯店、貴城山莊、民德橋、橫坑巷、連坑巷、中興嶺、新社市區、東勢方向：16、21、31、66、270、271、276、277
- 通往軍功路、慈濟醫院、潭子火車站方向：20、66
- 通往文心路、東海別墅、高鐵站、北屯路、一中商圈、道禾六藝文化館、國立公共資訊圖書館方向：1、15、16、21、31、68、85、270、271、276、277
- 停靠臺中火車站或綠川東站：1、15、16、20、21、31、270、271、276、277

## 延伸閱讀
- 邱祖胤. . 遠足文化. 2004年: 88頁-91頁. ISBN 9867630424 （中文（臺灣））.
- 沈競辰. . 晨星出版有限公司. 2004年: 230頁-231頁. ISBN 957455595X （中文（臺灣））.